# 이제현 초상 (수락영당본)
이제현 초상(李齊賢 肖像)은 대한민국 충청북도 보은군 탄부면에 있는, 고려 후기의 문신인 익재 이제현(1287∼1367) 선생의 초상화이다. 1980년 11월 13일 충청북도의 유형문화재 제72호로 지정되었다.

## 개요
1504년(연산군10) 이제현의 후손인 조선 전기의 문신 눌헌(訥軒) 이사균(李思鈞, 1471 ~ 1536)은 연산군의 폐비 윤씨 추존 건의를 반대한 죄로 보은에 귀양 와 있을 때 영정을 모사하여 내려와 사당을 세우고 영당(影堂)에 봉안하였다. 이 영정은 조선시대 이모본(移模本)으로 크기나 채색, 제발(題跋) 등이 원본의 옛 모습과 거의 유사하다.

## 같이 보기
- 이제현

## 참고 자료
- 이제현 초상 - 국가유산청 국가유산포털